# Sa Talaia (possessió)
Sa Talaia és una possessió del terme de Llucmajor, Mallorca. Està situada a la marina, a la carretera que uneix Llucmajor amb s'Estanyol de Migjorn.
En el segle xiv fou propietat dels Gerald i dels Olives, passant als Parets en el segle xv i poc abans de finalitzar aquell segle era propietat dels Sureda. El 1643, la posseïa Antoni Taberner. El 1862 l'extensió de la finca era de 456 quarterades, 321 de les quals eren de garriga, i era a nom de Caterina Sbert, Vídua de Taberner. Després de la família Taberner la finca passà a mans dels Fortuny, Morell i Sagrera. El 1945 era de Gregori Taberner Ferrer, industrial llucmajorer del calçat. A finals del segle XX i principis del XXI hi hagué una explotació ramadera d'oví i caprí amb producció de formatges.

## Construccions
Les cases de dues plantes, tenen l'aspecte d'una fortalesa a la part posterior, mentre que davant, la façana noble és més senzilla. Les façanes han estat remodelades a finals del segle XX i s'han fet jardins voltant les cases. A la dreta de la façana principal hi havia l'entrada de la capella, que encara conserva dues voltes primitives amb els escuts esculpits en les claus de les voltes. S'ha restaurat l'altar de fusta de la capella primitiva i s'han obert uns arcs a manera de finestra a un costat i un rosetó on abans hi havia el portal d'entrada. Té un rellotge de sol de 1859.

## Restes arqueològiques
Hi ha un el talaiot de sa Talaia devora les cases que dona nom a la finca.